# Pantoporia bangkanensis
Pantoporia bangkanensis är en fjärilsart som beskrevs av Hans Fruhstorfer 1913. Pantoporia bangkanensis ingår i släktet Pantoporia och familjen praktfjärilar. Inga underarter finns listade i Catalogue of Life.